# 2534 Houzeau
2534 Houzeau è un asteroide della fascia principale del diametro medio di circa 31,16 km. Scoperto nel 1931, presenta un'orbita caratterizzata da un semiasse maggiore pari a 3,1401470 UA e da un'eccentricità di 0,1786817, inclinata di 0,80574° rispetto all'eclittica.